# Liste der Biografien/Muller, D
Liste der Biografien |
Portal Biografien |
D Personensuche
# |
A |
B |
C |
D |
E |
F |
G |
H |
I |
J |
K |
L |
M |
N |
O |
P |
Q |
R |
S |
T |
U |
V |
W |
X |
Y |
Z |
?
 
Ma |
Mb |
Mc |
Md |
Me |
Mf |
Mg |
Mh |
Mi |
Mj |
Mk |
Ml |
Mm |
Mn |
Mo |
Mp |
Mq |
Mr |
Ms |
Mt |
Mu |
Mv |
Mw |
Mx |
My |
Mz
 
Mua |
Mub |
Muc |
Mud |
Mue |
Muf |
Mug |
Muh |
Mui |
Muj |
Muk |
Mul |
Mum |
Mun |
Muo |
Mup |
Muq |
Mur |
Mus |
Mut |
Muu |
Muv |
Muw |
Mux |
Muy |
Muz
 
Mula |
Mulb |
Mulc |
Muld |
Mule |
Mulf |
Mulg |
Mulh |
Muli |
Mulj |
Mulk |
Mull |
Mulm |
Muln |
Mulo |
Mulr |
Muls |
Mult |
Mulu |
Mulv |
Mulw |
Muly |
Mulz
 
Mulla |
Mulle |
Mullg |
Mullh |
Mulli |
Mulln |
Mullo |
Mullr |
Mully
 
Mulled |
Mullej |
Mullem |
Mullen |
Muller |
Mulles |
Mulley
 
Muller, A |
Muller, B |
Muller, C |
Muller, D |
Muller, E |
Muller, F |
Muller, G |
Muller, H |
Muller, I |
Muller, J |
Muller, K |
Muller, L |
Muller, M |
Muller, N |
Muller, O |
Muller, P |
Muller, Q |
Muller, R |
Muller, S |
Muller, T |
Muller, U |
Muller, V |
Muller, W |
Muller, X |
Muller, Y |
Muller, Z |
Mullera |
Mullerb |
Mullerh |
Mullerl |
Mullerp |
Mullers |
Mullerw |
Mullery
Die Liste der Biografien führt alle Personen auf, die in der deutschsprachigen Wikipedia einen Artikel haben. Dieses ist eine Teilliste mit 61 Einträgen von Personen, deren Namen mit den Buchstaben „Muller, D“ beginnt.

## Muller, D

### Muller, Da
- Müller, Damian (* 1984), Schweizer Politiker (FDP)
- Müller, Daniel (1661–1724), deutscher Jurist, Politiker und Bürgermeister der Hansestadt Lübeck
- Müller, Daniel (1928–2019), Schweizer Politiker (FDP)
- Müller, Daniel (* 1965), Schweizer Curler
- Müller, Daniel (* 1993), deutscher Poolbillardspieler
- Müller, Daniel Ernst (1797–1868), deutscher Forstwissenschaftler und Politiker
- Müller, Daniel Jobst (* 1965), deutscher Biophysiker
- Müller, Daniela (* 1957), deutsche Theologin und Kirchenhistorikerin und Hochschullehrerin an die Radboud-Universität
- Müller, Daniela (* 1984), österreichische Skirennläuferin
- Müller, David (1591–1636), deutscher Buchhändler
- Müller, David (* 1984), deutscher Fußballspieler
- Müller, David (* 1991), deutscher Fußballspieler
- Müller, David Heinrich (1846–1912), österreichischer Orientalist, Semitist, Sprach- und Literaturwissenschaftler

### Muller, De
- Müller, Deborah (* 1982), deutsch-italienische SchauspielerinDeborah Müller (* 1982)

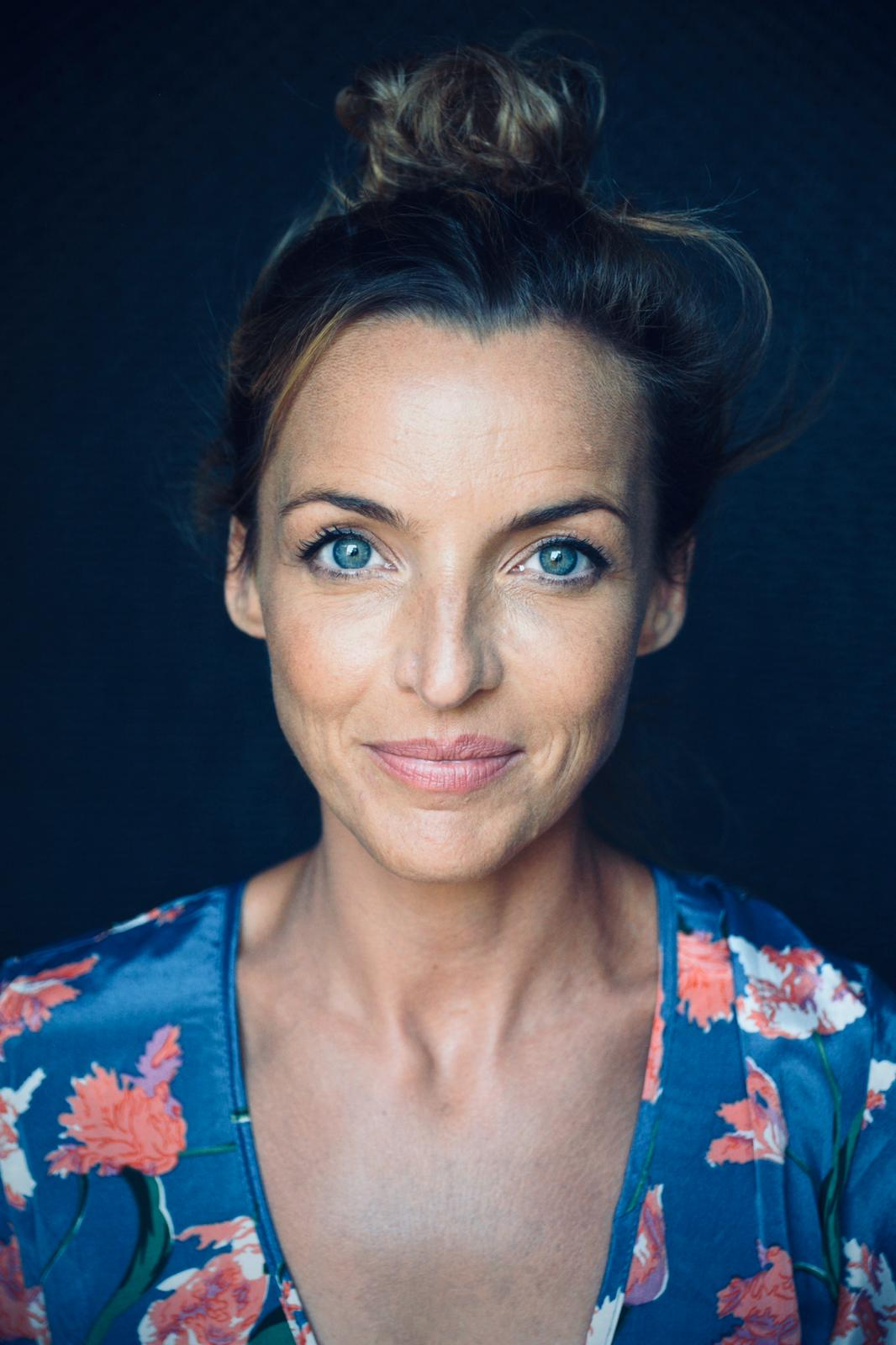
Deborah Müller (* 1982)

- Müller, Dennis (* 1980), deutsches Model und Mister Germany (2006)
- Müller, Dennis (* 1989), deutscher Tischtennisspieler
- Muller, Derek (* 1982), australisch-kanadischer WissenschaftsfilmemacherDerek Muller (* 1982)

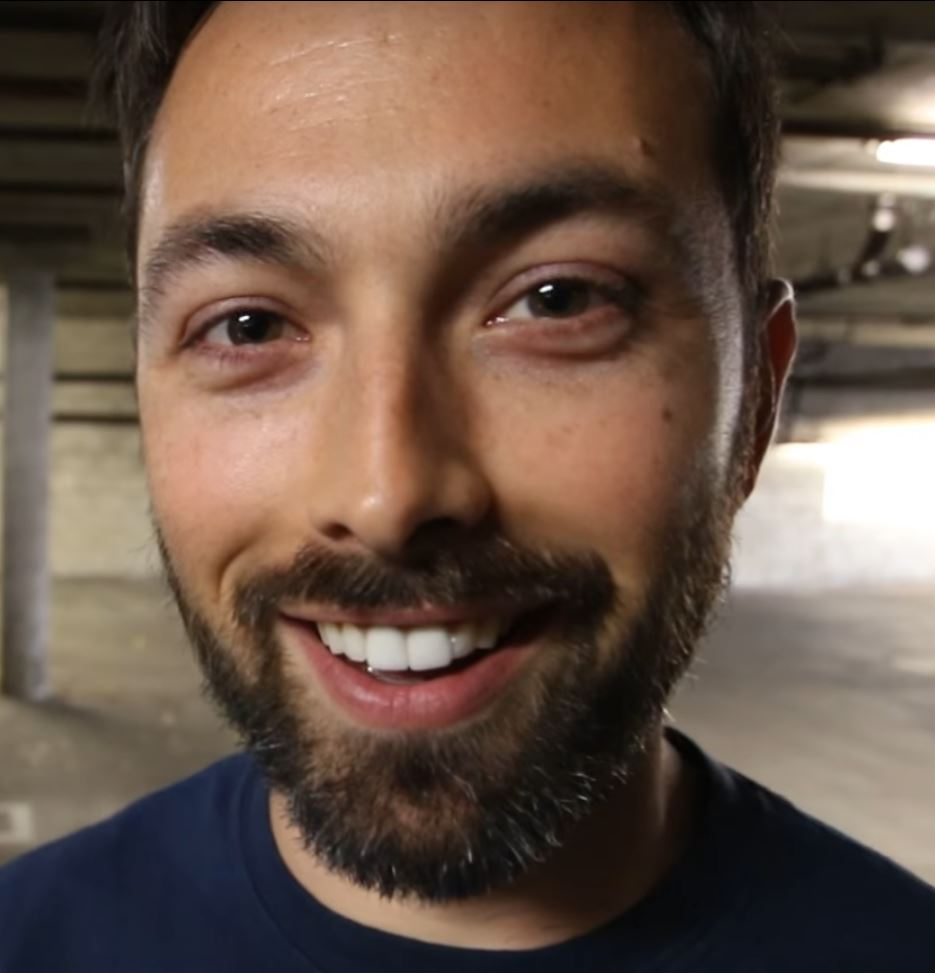
Derek Muller (* 1982)

- Müller, Detlef (1929–2009), deutscher Drehbuchautor
- Müller, Detlef (* 1954), deutscher Mathematiker
- Müller, Detlef (* 1955), deutscher Politiker (SPD)
- Müller, Detlef (1955–2016), deutscher Fußballspieler
- Müller, Detlef (* 1960), deutscher Fußballspieler
- Müller, Detlef (* 1964), deutscher Politiker (SPD), MdB
- Müller, Detlef (* 1965), deutscher Fußballtorwart
- Müller, Detlef (* 1970), deutscher TV-Moderator mit dem Schwerpunkt auf Automobile
- Müller, Detlef K. (1937–2024), deutscher Bildungshistoriker
- Müller, Detlef W. (* 1943), deutscher Prähistoriker

### Muller, Di
- Müller, Diana Marie (* 1984), deutsche Schauspielerin
- Müller, Dieter, deutscher Skispringer
- Müller, Dieter (1930–2015), deutscher SED-Funktionär
- Müller, Dieter (* 1933), deutscher Fußballspieler
- Müller, Dieter (1938–2010), deutscher Grafiker und Maler
- Müller, Dieter (* 1941), deutscher SED-Funktionär und FDGB-Funktionär
- Müller, Dieter (* 1943), deutscher Karambolagebillardspieler
- Müller, Dieter (* 1948), deutscher Koch
- Müller, Dieter (* 1954), deutscher Unternehmer und Hotelier
- Müller, Dieter (* 1954), deutscher Fußballspieler
- Müller, Dietmar (* 1940), deutscher Elektrotechniker und Hochschullehrer
- Müller, Dietmar (* 1969), deutsch-rumänischer Historiker
- Müller, Dietram (* 1941), deutscher Altphilologe
- Müller, Dietrich von (1891–1961), deutscher Offizier, zuletzt Generalleutnant im Zweiten Weltkrieg
- Müller, Dimitrios, griechischer Dreispringer
- Müller, Dirk (* 1946), niederländischer Bildhauer
- Müller, Dirk (* 1965), deutscher Hörspiel- und Synchronsprecher
- Müller, Dirk (* 1968), deutscher Börsenmakler an der Frankfurter WertpapierbörseDirk Müller (* 1968)

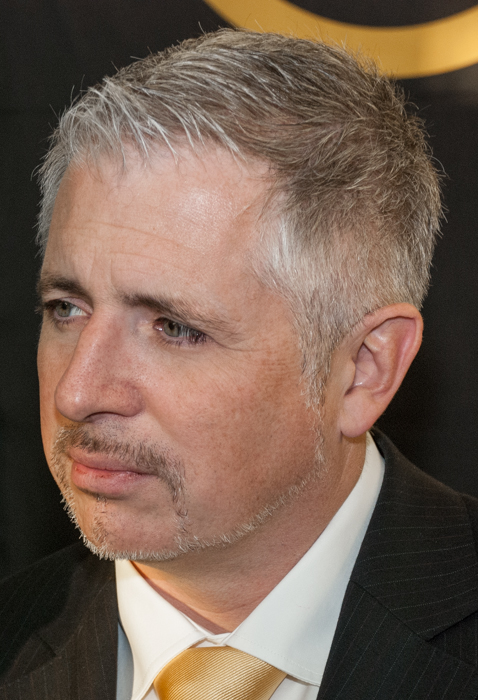
Dirk Müller (* 1968)

- Müller, Dirk (* 1973), deutscher Schauspieler
- Müller, Dirk (* 1973), deutscher Radrennfahrer
- Müller, Dirk (* 1975), deutscher AutomobilrennfahrerDirk Müller (* 1975)

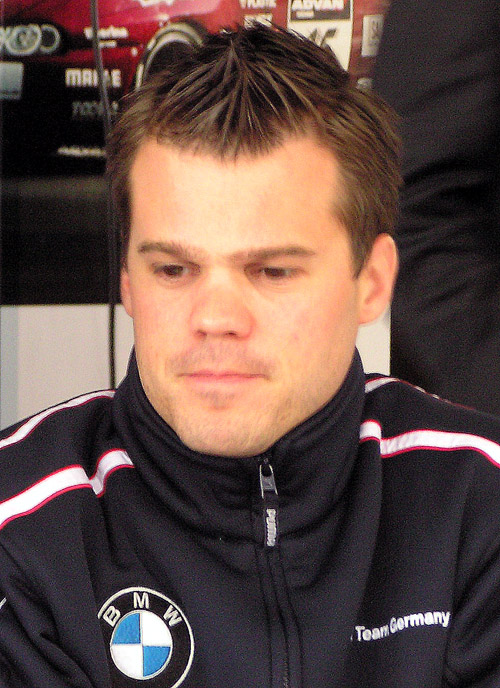
Dirk Müller (* 1975)

### Muller, Do
- Müller, Dode Emken (1822–1896), deutscher Mediziner
- Müller, Dolfi (* 1955), Schweizer Politiker (SP)
- Müller, Dominic, deutscher Regisseur
- Müller, Dominik (1871–1953), Schweizer Autor, Mundartdichter und Journalist
- Müller, Dominikus (* 1978), deutscher Journalist und Autor
- Müller, Donat (1804–1879), deutscher Musiker, Komponist, Musikpädagoge, Herausgeber, Redakteur
- Müller, Donat (1924–2007), deutscher Zimmermeister und Politiker (parteilos)
- Müller, Doris (1935–2013), deutsche Leichtathletin und Olympiateilnehmerin
- Müller, Doris (* 1964), deutsche Politikerin (SPD), MdHB
- Muller, Doris Kopsky (1922–1997), US-amerikanische Radsportlerin
- Müller, Dorothea (* 1941), deutsche Malerin und Architektin
- Müller, Dorothea (* 1950), deutsche Gewerkschafterin, Vorstandsmitglied der Gewerkschaft ver.di
- Müller, Dorothea Maria (* 1985), deutsche Theaterschauspielerin